# Seznam ministrů informatiky České republiky
Seznam ministrů informatiky České republiky představuje chronologický přehled osob, členů vlády České republiky, působících v tomto úřadu:
| Pořadí | Ministr         | Ministr                             | Subjekt | Subjekt               | Začátek a konec v úřadu | Začátek a konec v úřadu | Vláda        |
| ------ | --------------- | ----------------------------------- | ------- | --------------------- | ----------------------- | ----------------------- | ------------ |
| 1.     | Vladimír Mlynář |                                     |         | US-DEU                | 1. ledna 2003           | 25. dubna 2005          | Špidla       |
| 1.     | Vladimír Mlynář | Gross                               |         | US-DEU                | 1. ledna 2003           | 25. dubna 2005          |              |
| 2.     | Dana Bérová     | Obrázek této osoby není k dispozici |         | nestranička za US-DEU | 25. dubna 2005          | 4. září 2006            | Paroubek     |
| 3.     | Ivan Langer     |                                     |         | ODS                   | 4. září 2006            | 1. června 2007          | Topolánek I. |
| 3.     | Ivan Langer     | Topolánek II.                       |         | ODS                   | 4. září 2006            | 1. června 2007          |              |

Ve vládě Petra Fialy zastával Ivan Bartoš post „místopředsedy vlády pro digitalizaci“.